# Supercopa de Bosnia y Herzegovina
La Supercopa de Bosnia-Hezegovina (en bosnio: Super kup NS Bosne i Hercegovine) es una competición de fútbol entre clubes de Bosnia y Herzegovina. Se disputaba a partido único y a doble partido entre el campeón de la liga y el ganador de la Copa de la temporada anterior. Fue introducida por primera vez en 1996/97 y no se ha jugado desde 2000/01. El FK Željezničar Sarajevo fue el último campeón. En 2024 fue restaurada.

## Campeones
Los campeones de la Supercopa durante el periodo que estuvo activa fueron los siguientes:
| Temporada | Campeón                              | Finalista                            | Resultado                            | Notas                                |
| --------- | ------------------------------------ | ------------------------------------ | ------------------------------------ | ------------------------------------ |
| 1997      | FK Sarajevo                          | NK Čelik Zenica                      | 3-1, 0-2                             | doble partido                        |
| 1998      | FK Željezničar Sarajevo              | FK Sarajevo                          | 4-0                                  | partido único                        |
| 1999      | NK Bosna Visoko                      | FK Sarajevo                          | 2-2 (5-4 pen.)                       |                                      |
| 2000      | FK Željezničar Sarajevo              | NK Brotnjo Čitluk                    | 0-0, 3-1                             | doble partido                        |
| 2001      | FK Željezničar Sarajevo hizo doblete | FK Željezničar Sarajevo hizo doblete | FK Željezničar Sarajevo hizo doblete | FK Željezničar Sarajevo hizo doblete |
| 2025      | HŠK Zrinjski Mostar                  | FK Borac Banja Luka                  | 1-0                                  | partido único                        |

En los años siguientes hasta 2025 (momentáneamente), los clubes no pudieron encontrar una fecha adecuada para jugar la Supercopa, pese a que la Federación bosnia trató de hacerla más popular, por lo que sugirió que se jugase antes de la temporada como acontecimiento inaugural.